# Phalera yunnanensis
Phalera yunnanensis är en fjärilsart som beskrevs av Clayton Dissinger Mell 1931. Phalera yunnanensis ingår i släktet Phalera och familjen tandspinnare. Inga underarter finns listade i Catalogue of Life.